# Хаджикьой
Хаджикьой (на молдовски: Hagichioi) е село, разположено в Тараклийски район, Молдова.

## Население
Населението на селото през 2004 година е 306 души, от тях:
- 292 – молдовци (95,42 %)
- 10 – българи (3,26 %)
- 4 – руснаци (1,30 %)